# WWF Royal Rumble (jeu vidéo, 2000)
Cet article concerne le jeu vidéo sorti en 2000 pour la Dreamcast. Pour le jeu vidéo sorti en 1993 pour la Super Nintendo et la Mega Drive, voir WWF Royal Rumble (jeu vidéo, 1993). Pour le spectacle de catch annuel produit par la WWE, voir Royal Rumble.
WWF Royal Rumble est un jeu vidéo de catch professionnel commercialisé en 2000 sur borne d'arcade et sur console Dreamcast. THQ développe le jeu sur Dreamcast, tandis que Sega développe la version pour arcades. Il est basé sur l'univers de la promotion américaine de catch World Wrestling Federation et son Royal Rumble. Yuke's, créateur de la série des jeux vidéo WWF SmackDown! s'est occupé du Royal Rumble, qui comporte maximum neuf catcheurs en simultanée. La version Dreamcast du jeu a été moyennement accueillie.

## Système de jeu
Le jeu possède deux modes, « Exhibition » et « Royal Rumble ». Dans le mode « Exhibition », le joueur peut choisir son personnage pour jouer une série de matchs en solo, en plus d'un partenaire. Le partenaire du joueur peut intervenir, sans que le joueur n'en prenne contrôle. Le but du jeu est d'affaiblir la barre de vie de son adversaire et de le finir par tombée ou K.O. pour gagner le match. Le mode « Royal Rumble » implique un match en multijoueur dans lequel le joueur doit éliminer un certain nombre d'adversaires dans une durée limite de temps en les envoyant par-dessus la troisième corde et hors du ring. Éliminer un adversaire attribue plus de temps au joueur ; éliminer des adversaires plus corpulents ou puissants permet de gagner du temps en bonus.

## Accueil
La version Dreamcast du jeu a été moyennent accueillie,. Pour sa commercialisation sur Dreamcast, le magazine Famitsu attribue à la version Dreamcast une note de 30 sur 40. Le site Gamekult lui donne la note de 4/10.